# Herrenhaus Stockelsdorf

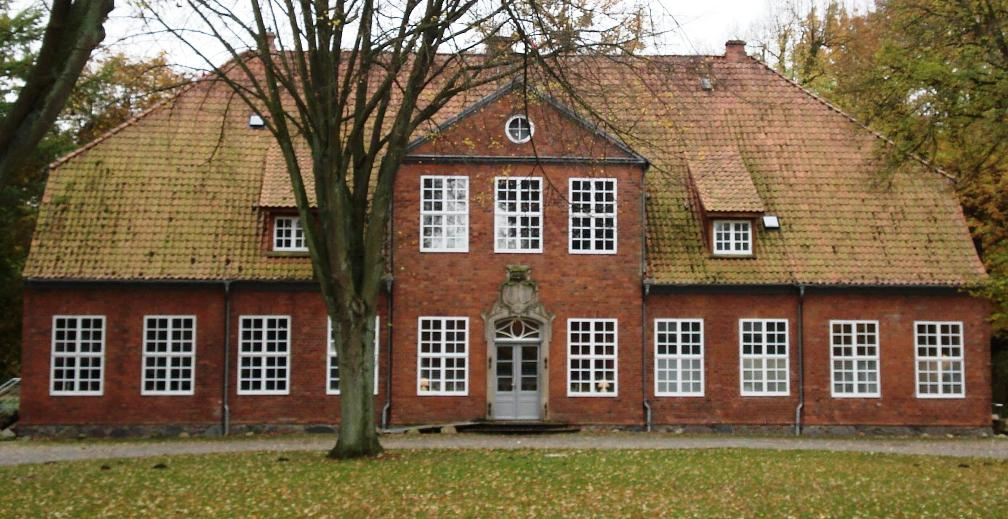
Das Herrenhaus Stockelsdorf

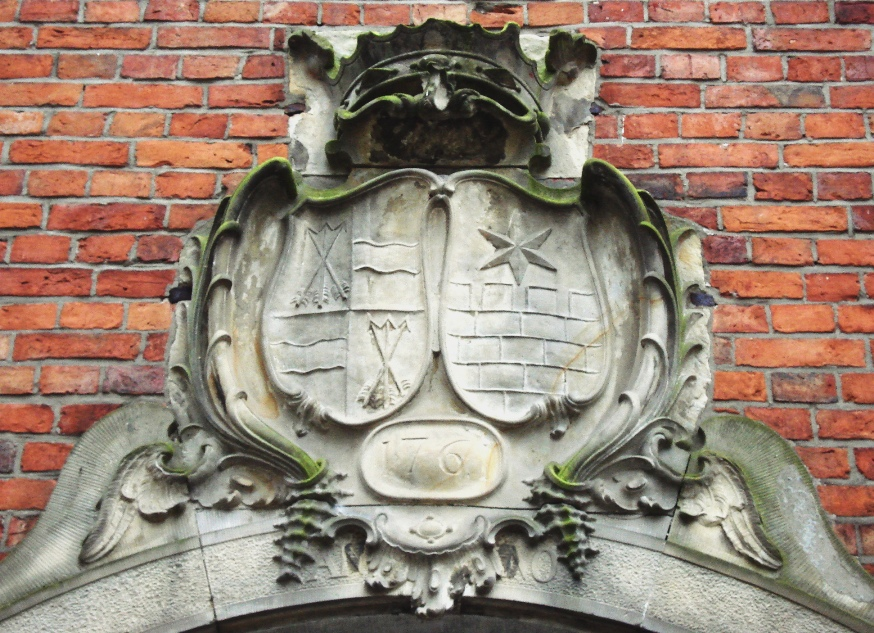
Sandsteinelement mit Wappen über dem Portal

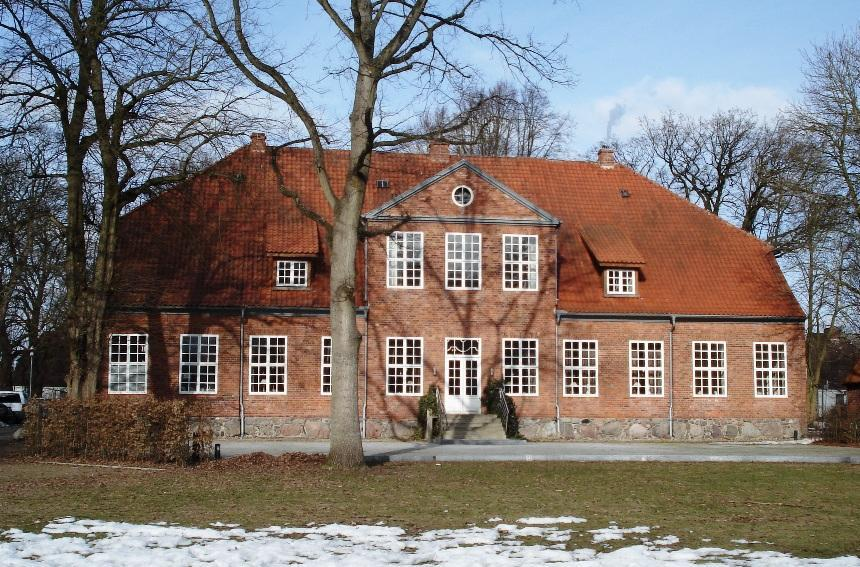
Die Gartenseite des Herrenhauses Stockelsdorf

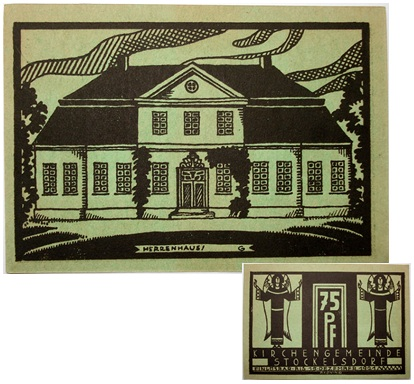
Das Herrenhaus Stockelsdorf mit Barockdach (auf einem Notgeld-Schein von 1921)

Das Herrenhaus Stockelsdorf ist ein Herrenhaus in der schleswig-holsteinischen Gemeinde Stockelsdorf im Kreis Ostholstein. Es ist das Herrenhaus des ehemaligen Gutes Stockelsdorf.

## Geschichte
Das eingeschossige Gebäude (etwa 30 × 20 Meter) wurde aus roten unverputzten Backsteinen auf einem Fundament aus gebrochenen Feldsteinen errichtet und hat einen breiten, rund ein Viertel der Gebäudebreite einnehmenden Mittelrisalit mit Dreiecksgiebel, der ein Rundfenster aufweist. Es hat ein mit roten Dachziegeln gedecktes Krüppelwalmdach, das links und rechts vom Mittelrisalit je eine Dachgaube aufweist. Das Portal des Gebäudes ist von einem Sandsteinlement eingerahmt, das von den Wappen des Erbauers bekrönt wird und die Jahreszahl der Errichtung 1761 benennt. In der Ausgestaltung dieses Sandsteinelementes kommt der Baustil des Rokoko – an dem ansonsten sehr schlicht errichteten Gebäude – zum Ausdruck.
Entgegen dem heutigen Zustand dürfte das Dach des Herrenhauses früher mit einem geteilten Dach im Barockstil gedeckt gewesen sein.

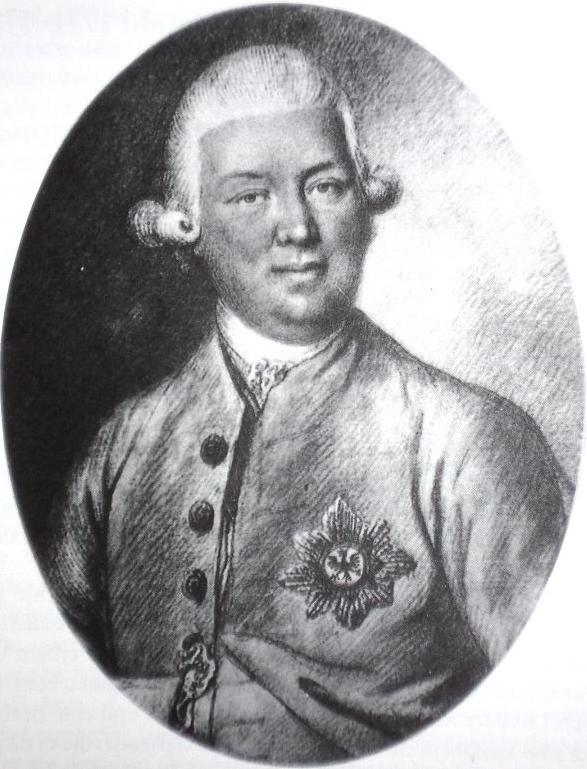
Georg Nicolaus Lübbers (1724–1788), der Bauherr des Herrenhauses Stockeldorf und Gründer der Stockelsdorfer Fayencemanufaktur (zeitgenössische Zeichnung)

Errichtet wurde das Herrenhaus 1761 von Georg Nicolaus Lübbers, der im selben Jahr das Gut Stockelsdorf erworben hatte und 1771 die Stockelsdorfer Fayencemanufaktur begründete – möglicherweise durch den Baumeister Johann Adam Soherr – wofür ein bereits bestehendes Herrenhaus abgerissen wurde. Lübbers Tochter Maria Catharina heiratete den Kaufmann und späteren Lübecker Bürgermeister Friedrich Nölting, der so nach dem Tod seines Schwiegervaters in den Besitz des Hofes Stockelsdorf kam.
Nach mehreren Besitzerwechseln erwarb die Gemeinde Stockelsdorf 1950 das Herrenhaus und das zugehörige Land. Anschließend wurde das Herrenhaus als Schule genutzt. 
Das Gebäude wurde 1986 als „Kulturdenkmal von besonderer Bedeutung“ eingestuft und gilt als eines der Wahrzeichen der Gemeinde Stockelsdorf.
Bis 1998 wurde das Gebäude als Wohngebäude für Asylbewerber genutzt. Im Jahr 2000 wurde das Herrenhaus von der Gemeinde Stockelsdorf in die im Oktober 2000 gegründete und am 13. Dezember 2000 genehmigte gemeinnützige Stiftung Herrenhaus Stockelsdorf eingebracht und zwischen 2001 und 2003 renoviert und restauriert.
Das Gebäude wird für kulturelle Zwecke wie Konzerte und Ausstellungen sowie durch ein Restaurant genutzt.
Ein Teil des zugehörigen Gartens ist als Park erhalten.